# Summer Days (And Summer Nights!!)
Summer Days (And Summer Nights!!) ist ein Album der US-Musikgruppe The Beach Boys. Es wurde am 5. Juli 1965 veröffentlicht. Produziert wurde das Album von Brian Wilson.

## Entstehung
Während die Beach Boys auf Tournee gingen, arbeitete Brian Wilson an neuen Liedern. Wilson engagierte Studiomusiker aus Los Angeles, die Teil der so genannten The Wrecking Crew waren – mit der auch Phil Spector aufnahm – und spielte die neu komponierten Stücke im Studio ein. Nach der Tournee mussten die Bandmitglieder lediglich den Gesang aufnehmen.
Im Gegensatz zum Vorgänger The Beach Boys Today!, besonders der zweiten Seite dieses Albums, ist Summer Days (And Summer Nights!!) ein klassisches Beach-Boys-Album, was vor allem den kommerziellen Erwartungen von Columbia Records geschuldet ist.
Nach einem Rechtsstreit mussten 1996 mehrere Namensnennungen geändert werden. Mike Love klagte erfolgreich und sein Name befindet sich nun zu einem Großteil bei den Songwriting-Namensnennungen. Nur das Instrumental Summer Means New Love und I’m Bugged at My Ol’ Man sind davon ausgenommen.

## Erfolg
Während der Zeit von Summer Days näherten sich die Beach Boys ihrem Karrierehöhepunkt. Mit Help Me, Rhonda enthält das Album den zweiten Nummer-eins-Hit der Beach Boys. Das Album erreichte Platz 2 in den US-Billboard-Charts und Platz 4 in den britischen Charts.

## Titelliste
1. The Girl from New York City (B. Wilson/M. Love) – 1:49
2. Amusement Parks, U.S.A. (B.Wilson/M. Love) – 2:25
3. Then I Kissed Her (Barry/Greenwich/Spector) – 2:11
4. Salt Lake City (B. Wilson/M. Love) – 1:57
5. Girl Don’t Tell Me (B. Wilson) – 2:14
6. Help Me, Rhonda (B. Wilson/M. Love) – 2:44
7. California Girls (B. Wilson/M. Love) – 2:34
8. Let Him Run Wild (B. Wilson/M. Love) – 2:18
9. You’re So Good to Me (B. Wilson/M. Love) – 2:13
10. Summer Means New Love (B. Wilson) – 1:55
11. I’m Bugged at My Ol’ Man (B. Wilson) – 2:13
12. And Your Dreams Come True (B. Wilson/M. Love) – 1:00

## Zusätzliche Informationen zu den Liedern
The Girl from New York City ist eine Antwort auf das Lied The Boy from New York City der Gruppe Ad Libs, das etwas früher im selben Jahr erschien.
Amusement Parks U.S.A. ist ein Rückgriff auf Surfin’ U.S.A. Wurden bei letzterem gute Surfplätze aufgezählt, so sind es bei diesem Lied die Vergnügungsparks der USA. Das Lied endet mit einem Riff aus Freddy Cannons Lied Palisades Park. Der gesprochene Teil des Liedes stammt von Hal Blaine. In Japan erreichte die Single Platz 3 der Hitparade.
Then I Kissed Her ist eine Coverversion eines bekannten Phil-Spectors-Hits. Die Beach Boys änderten die Perspektive des Liedes Then I Kissed Him, das für The Crystals geschrieben wurde. Phil Spectors „Wall of Sound“ gilt als großer Einfluss für das Schaffen von Brian Wilson. In Großbritannien erreichte die Single Platz 4.
Salt Lake City ist eine Hommage an die Stadt, in der die Beach Boys sehr treue Fans hatten. In Salt Lake City wurden 1.000 Promo-Singles des Liedes gepresst.
Girl Don’t Tell Me ist von Ticket to Ride der Beatles beeinflusst. Brian Wilson spielte auf diesem Lied Celesta. Zum zweiten Mal übernahm Carl Wilson den Lead-Gesang.
Help Me, Rhonda erschien unter veränderter Schreibweise (Ronda) bereits auf dem Vorgängeralbum. Diese etwas kürzere Version des Liedes war der zweite Nummer-eins-Hit der Beach Boys nach I Get Around. Zugleich war es auch der erste Top-10-Hit in Deutschland. Zum dritten Mal erschien das Lied auf dem Album The Beach Boys in Concert. Johnny Rivers erreichte mit seiner Version des Liedes die Top 40 der Billboard-Charts.
California Girls ist eines der bekanntesten Beach-Boys-Lieder. Die Single erreichte Platz 3 der Charts. Mehrere Coverversionen des Liedes waren sehr erfolgreich. Die Version von David Lee Roth kam bis auf Platz 3 der Billboard-Charts.
Let Him Run Wild gilt unter Beach-Boys-Fans als eins der beliebtesten Lieder. Brian Wilson sollte das Lied später auf seinem zweiten Soloalbum Imagination verwenden.
Summer Means New Love ist das einzige Instrumental auf dem Album.
I’m Bugged at My Ol’ Man ist eine humorvolle Aufarbeitung des Konflikts zwischen Brian Wilson und seinem Vater und Ex-Manager Murry Wilson. Brian Wilson sang das Lied, dies wird allerdings auf dem Backcover nicht erwähnt. Stattdessen findet sich dort der Vermerk „Lead, (Too Embarrassed)“.
And Your Dreams Come True ist ein A-cappella-Lied, das an die Four Freshmen erinnert, die eine der Hauptinspirationsquellen für Brian Wilson sind.